# 藍鑽
蓝色钻石又稱藍鑽，是一種钻石，它與鑽石的特性完全相同，只是在鑽石中增加了蓝色的元素。藍色是由污染结晶晶格结构的微量的硼所造成。

## 价值
颜色、净度、切工和克拉重量是評判藍鑽好壞的四個指標。颜色是划分蓝钻等级和其价值的最重要的标准。